# Quintus Lutatius Catulus
Quintus Lutatius Catulus (150 př. n. l.–  87 př. n. l.) byl římský státník, vojevůdce a literát, jeden z významných členů rodu prestižního senátorského rodu Lutatiů (gens Lutatia). V roce 102 před n. l. zastával spolu s Gaiem Mariem úřad konzula.

## Život
Catulus se spolu s Mariem účastnil jako velitel války s Kimbry a Teutony. Po boku tohoto generála zvítězil roku 101 před n. l. nedaleko Vercellae nad Kimbry a spolu s ním v Římě triumfoval. Největší pocty za vítězství ale byly přiděleny Mariovi. Roztrpčený Catulus se stal Mariovým horlivým kritikem a přiklonil se ke straně jeho odpůrce, Cornelia Sully. Během bojů mezi příznivci dvou mocných mužů se dostal Catulus na seznam proskribovaných. Když ho odmítl roku 87 Marius omilostnit, spáchal sebevraždu.
Catulus si vzal za manželku Serviliu, se kterou měl syna Quinta Lutatia Catula a dceru Lutatiu. Lutatius Catulus mladší pokračoval v otcových šlépějích a stal se konzulem v roce 78 před n. l. a cenzorem v roce 65 před n. l. Lutatiu si za manželku vzal významný řečník, Ciceronův protivník, Quintus Hortensius Hortalus.
Z bohatství získaného ve vojenských taženích dal Catulus v Římě vybudovat dvě stavby, které byly známy jako Monumenta Catuli (Catulovy památníky): Aedes Fortunae Huiusce Diei (Chrám Štěstěny přítomného dne), který měl být oslavou vítězství u Vercellae, a Porticus Catuli (Catulovo sloupoví), vystavěné z peněz získaných z tažení proti Kimbrům.

## Literární činnost
Catulus proslul nejen jako státník a vojevůdce, ale také jako filozof, řečník, básník a historik. Kolem sebe shromáždil kroužek aristokratů s podobnými literárními zájmy, předchůdců budoucích mladořímskych básníků. Catulus zavedl do římské literatury epigram a sám je tvořil podle řeckého vzoru. Dochovaly se dva: jeden oslavující známého herce Quinta Roscia, druhý s erotickým tématem napodobující Kallimacha.
Catulus je také autorem historiografického díla De Consult et de rebus gestis suis (O konzulátu a svých vlastních činech). Vzorem jeho práce je historiografické dílo Xenofóna.